# Hearts Burst Into Fire
«Hearts Burst Into Fire» es una canción de la banda de heavy metal británica Bullet for My Valentine. La canción fue lanzada como segundo sencillo de su segundo álbum Scream Aim Fire. La canción aparece en el videojuego NHL 09. Es el tema número 3 del álbum.

## Video musical
El video de la canción es un montaje de clips de la gira que acompaña al álbum. Cuenta con muchos fanes que muestran el apoyo a la banda, muchos de los cuales muestran los logos y tatuajes con nombres de las canciones y letras de la banda.

## Lista de canciones

### 2 Track Single
1. "Hearts Burst Into Fire" - 4:57
2. "Hearts Burst Into Fire (Acoustic)" - 3:56

### 7" Single
1. "Hearts Burst Into Fire" - 4:57
2. "No Easy Way Out" - 4:32

### UK Digital Single
1. "Hearts Burst Into Fire" - 4:57
2. "Say Goodnight" - 4:43

### Promotional Single
1. "Hearts Burst into Fire (Radio Edit)" - 4:15
2. "Hearts Burst into Fire (Clean Album Version)" - 4:58
3. "Hearts Burst into Fire (UK Edit)" - 3:39

## Personal
Personnel
- Matthew Tuck- voz, guitarra rítmica
- Jason James - bajo
- Michael "Padge" Paget - guitarra
- Michael "Moose" Thomas - batería

## Posicionamiento
| Listas             | Posición |
| ------------------ | -------- |
| UK Singles Chart   | 66       |
| UK Rock Chart      | 1        |
| US Mainstream Rock | 22       |